# Larry Caton
Larry Caton, ameriški rokometaš, * 2. marec 1948, Normal, Illinois.
Leta 1972 je na poletnih olimpijskih igrah v Münchnu v sestavi ameriške rokometne reprezentance osvojil 14. mesto.